# آشپزی بلژیکی

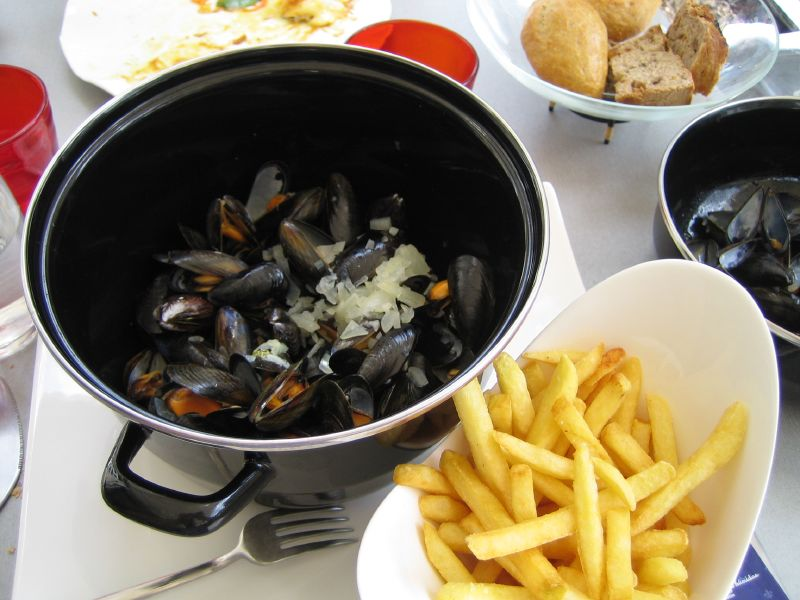
مولس فریتس (Moules-frites)، یکی از غذاهای ملی بلژیک

آشپزی بلژیکی (انگلیسی: Belgian cuisine) با توجه به تنوع منطقه ای قابل توجه، به‌طور گسترده‌ای متنوع است، در حالیکه همچنین بازتاب کننده آشپزی کشورهای همجوار فرانسه، آلمان و هلند است. گاهی بیان می‌شود که غذای بلژیکی با کمیت آشپزی آلمانی ولی با کیفیت غذای فرانسوی ارائه می‌شود. در بیرون از کشور، بلژیک بیشتر به خاطر شکلات، وافل، سیب‌زمینی سرخ‌کرده و آبجو معروف است.  